# Velindomimus
Velindomimus is een geslacht van kevers uit de familie van de loopkevers (Carabidae). De wetenschappelijke naam van het geslacht is voor het eerst geldig gepubliceerd in 1955 door Jeannel.

## Soorten
Het geslacht Velindomimus is monotypisch en omvat slechts de volgende soort:
- Velindomimus fasciatus Jeannel, 1955